# Erich Scharf
Erich Scharf (* 14. September 1908 in Ummerstadt; † 7. Juli 1943 im Kaukasus) war ein Thüringer Landtagsabgeordneter (KPD).

## Leben
Scharf entstammte einfachen sozialen Verhältnissen. Nach dem Besuch der Volksschule suchte er Arbeit und fand diese zu Beginn der 1930er Jahre in Tambach-Dietharz. Er trat in die Kommunistische Partei Deutschlands (KPD) ein und unterstützte den Kampf seiner Partei gegen den aufkommenden Nationalsozialismus. Für die Wahlen zum sechsten Thüringer Landtag wurde er von der KPD als Kandidat nominiert, wurde gewählt und war seit 31. Juli 1932 Mitglied des Thüringer Landtags.
Nach der „Machtergreifung“ der NSDAP wurde er einen Tag nach dem Reichstagsbrand gleich allen zehn Thüringer KPD-Landtagsabgeordneten verhaftet. Scharf kam nicht wie andere in das KZ Nohra, sondern wurde in das Polizeigefängnis von Gotha eingeliefert. Von hier aus erklärte er dem Landtagsbüro seinen Verzicht auf das Landtagsmandat. Im November 1942 wurde er als Soldat zur Wehrmacht eingezogen und wurde in einem Grenadier-Ersatzbataillon von Schneidemühl ausgebildet. Bei Gefechten im Kaukasusvorland, im sogenannten Kuban-Brückenkopf, fand er am 7. Juli 1943 den Tod.